# Aceria salicina
Aceria salicina är en spindeldjursart som först beskrevs av Alfred Nalepa 1911.  Aceria salicina ingår i släktet Aceria, och familjen Eriophyidae. Arten är reproducerande i Sverige.